# Reserva comunal Airo Pai
La Reserva comunal Airo Pai es un área protegida en el Perú. Se encuentra en la región Loreto, en las provincias de Maynas y Putumayo.
Fue creado el 25 de octubre de 2012, mediante Decreto Supremo N.º 006-2012-MINAM.. Tiene una extensión de 247 887,59 hectáreas.
Está ubicada en el distrito del Napo, en Maynas; y los distritos de Teniente Manuel Clavero y Torres Causana en la provincia de Putumayo; todos ellos ubicados al norte de Loreto.